# Triaspis fijica
Triaspis fijica är en stekelart som först beskrevs av Papp 1993.  Triaspis fijica ingår i släktet Triaspis och familjen bracksteklar. Inga underarter finns listade i Catalogue of Life.